# Lista dos 50 jogadores da MLB mais atingidos por bola (hit by pitch)
Abaixo a lista com os 50 jogadores da Major League Baseball que acumularam mais vezes sendo atingidos por bolas (hit by pitch ou HBP) durante suas carreira nas grandes ligas. 
Hughie Jennings detém o recorde da MLB com 287. Chase Utley é o jogador líder em atividade.

## Top 50 HBP
- Negrito denota jogador ativo
- Italíco denota jogador eleito para o Hall of Fame
- Estatísticas atualizadas até a temporada de 2017.

| Rank | Jogador          | HBP |
| ---- | ---------------- | --- |
| 1    | Hughie Jennings  | 287 |
| 2    | Craig Biggio     | 285 |
| 3    | Tommy Tucker     | 272 |
| 4    | Don Baylor       | 267 |
| 5    | Jason Kendall    | 254 |
| 6    | Ron Hunt         | 243 |
| 7    | Dan McGann       | 230 |
| 8    | Chase Utley      | 200 |
| 9    | Frank Robinson   | 198 |
| 10   | Minnie Miñoso    | 192 |
| 11   | Jake Beckley     | 183 |
| 12   | Jason Giambi     | 180 |
| 13   | Andrés Galarraga | 178 |
| 14   | Alex Rodriguez   | 176 |
| 15   | Curt Welch       | 173 |
| 16   | Carlos Delgado   | 172 |
| 17   | Derek Jeter      | 170 |
| 18   | Kid Elberfeld    | 165 |
| 19   | Fernando Viña    | 157 |
| 20   | Brady Anderson   | 154 |
| 21   | Fred Clarke      | 153 |
| 22   | Chet Lemon       | 151 |
| 23   | Jose Guillen     | 145 |
| 24   | David Eckstein   | 143 |
|      | Carlton Fisk     | 143 |
| 26   | Nellie Fox       | 142 |
| 27   | Art Fletcher     | 141 |
| 28   | Bill Dahlen      | 140 |
| 29   | Chuck Knoblauch  | 139 |
| 30   | Larry Walker     | 138 |
| 31   | Frank Chance     | 137 |
| 32   | Gary Sheffield   | 135 |
| 33   | Reed Johnson     | 134 |
|      | Dummy Hoy        | 134 |
|      | Nap Lajoie       | 134 |
|      | John McGraw      | 134 |
|      | Rickie Weeks Jr. | 134 |
| 38   | Steve Brodie     | 132 |
|      | Damion Easley    | 132 |
| 40   | Brian Downing    | 129 |
|      | Willie Keeler    | 129 |
|      | A.J. Pierzynski  | 129 |
| 43   | Jeff Bagwell     | 128 |
| 44   | Carlos Quentin   | 127 |
|      | Scott Rolen      | 127 |
|      | Aramis Ramirez   | 127 |
| 47   | Aaron Rowand     | 126 |
| 48   | Jeff Kent        | 125 |
|      | Honus Wagner     | 125 |
|      | Shin-Soo Choo    | 125 |

## Próximos ao Top 50
Até a temporada de 2017, estes jogadores em atividade estavam próximos ao Top 50:
- Anthony Rizzo (105)
- Albert Pujols (103)

- Estes totais diferem entre o site de referência Baseball-Reference e a Major League Baseball. Os totais da MLB são usados.